# Орфир
Орфи́р (Йорфур) (др.-сканд. Jorfjara/Ørfjara) — приход и поселение на острове Мейнленд (Оркнейские острова). Расположен на берегу залива Скапа-Флоу, в 14 км от Керкуолла и включает в себя полосу земли вдоль моря размером примерно 11 на 5,5 км, а также острова Кава и Хольм-оф-Хаутон.

## Площадь
Площадь прихода Орфир — 51,65 км². Большая часть территории занята пашнями. Незасеенная земля покрыта вереском и торфяным мхом.

## Население
Наибольшее число жителей — 1157 человек — зафиксировано в 1851 году. Численность населения в наши дни — примерно 400−450 человек.
В числе общественных зданий Орфира есть приходская церковь (построена в 1829 году), школа (построена в 1997-м, рассчитана на 45 детей), почтовое отделение и несколько гостиниц для туристов.

## История
Во время владычества скандинавов Орфир был центром власти ярла.
В Саге об оркнейцах (1136) упоминается большой пир в честь зимнего праздника Йоля, который устроил эрл Павел в его резиденции в Орфире:

«В Йорфуре был огромный пиршественный зал, в южной стене находилась дверь, рядом с восточным фронтоном, а неподалеку от залы, буквально в нескольких шагах стояла прекрасная церковь. Слева, как входить в зал, находилась большая каменная плита с чанами для эля перед ней, а дверь напротив служила входом в жилое помещение».
Оригинальный текст (др.-исл.)þar i Jorfioru var dryckiuskaali mikill ok voru dyrr vid eystra gaflad sunnan a hliduegg ok stod kirkia dyrdlig fyrir skaaladyrum ok nidr at ganga til kirkiunnar fra skaalannm. enn er inn geck i skaalann var a vinstri hond hella mikil en fyrir innan bædi morg ok stór enn i gegn vtidyrum var stofa.

Остатки этой церкви, посвященной святителю Николаю, сохранились и по сей день. Остатки дворца тоже были найдены неподалеку, хотя их точная датировка вызывает споры.
В 1529 году на границе приходов Орфир и Стеннес произошла Саммердейлская битва, в которой королевские шотландские войска предприняли попытку подавить восстание оркнейцев, но потерпели сокрушительное поражение.

## Известные люди
В Орфире родились:
- Джон Рэй (1813−1893) — исследователь канадской Арктики
- Генри Джонсон (англ.) (1856−1939) — военный врач, полковник, естествоиспытатель и игрок в регби сборной Шотландии

## Достопримечательности
- Руины круглой церкви святителя Николая (англ.). Построена в конце XI — начале XII вв. по приказу эрла Хакона[5][6]. Упоминается в Саге об оркнейцах. Церковь просуществовала практически в целости до 1757 года, когда была разобрана, а камень из неё был использован для строительства новой приходской церкви.

- Холл Клестрейн (англ.), место рождения Джона Рэя (см. выше). После возведения в 1769 году стал одним из самых больших каменных домов Шотландии. Был жилым помещением до 1952 года, когда его повредил ураган. После этого здание стало использоваться в качестве хозяйственной постройки, со свинарником в подвале. В 1971 году здание было признано памятником архитектуры. Несмотря на планы реставрации, в настоящее время холл находится в заброшенном состоянии.
- Центр Оркнейской саги (Orkyeyinga Saga Centre) или Викинговский центр (The Viking Centre) — небольшой музей, посвященный истории Орфира и Оркнейских островов во времена викингов.

## Отражение в культуре
- В народной шотландской сказке [coollib.com/b/181468/read «Карликов камень»] Орфир упоминается как место, где находился «огромный дворец» графов Оркнейских.